# Ludwig Binder (Elektrotechniker)
Ludwig Binder (* 26. Mai 1881 in Ingolstadt; † 12. September 1958 in Dresden) war ein deutscher Elektrotechniker.

## Leben
Ludwig Max Binder wurde als Sohn des Fuhrwerksbesitzers Ludwig Binder und seiner Ehefrau Walburga Pfaffel 1881 in Ingolstadt geboren. Er studierte Elektrotechnik an der Technischen Hochschule München und arbeitete ab 1904 bei den Berliner Siemens & Schuckert-Werken. Im Juli 1910 promovierte er an der TH München.
Ab April 1919 war er ordentlicher Professor für Elektrotechnik an der Technischen Hochschule Darmstadt. Binder forschte und lehrte über Hochspannungstechnik, elektrische Energieübertragung und elektrische Maschinen. Bereits zum Wintersemester 1920/21 wechselte Binder auf eine Professur an der Technischen Hochschule Dresden. Er wurde Direktor des Instituts für Starkstrom- und Hochspannungstechnik und des Elektrochemischen Prüfungsamtes. Binder richtete von 1928 bis 1931 die Hochspannungshalle ein. 1932 wurde er Rektor der TH Dresden.
Im November 1933 unterzeichnete er das Bekenntnis der deutschen Professoren zu Adolf Hitler.
Er war seit 1948 ordentliches Mitglied und von 1948 bis 1958 Vizepräsident der Sächsischen Akademie der Wissenschaften und seit 1949 ordentliches Mitglied der Deutschen Akademie der Wissenschaften zu Berlin.
Ludwig Binder war seit 1921 mit Elfriede Schulzenberg, Tochter des Berliner Bankdirektors Bruno Schulzenberg, verheiratet.

## Ehrungen
- Das Institut für Elektrische Energieversorgung und Hochspannungstechnik, Hochspannungsversuchshalle an der TH Dresden ist nach Ludwig Binder benannt.